# Flotte française en 1786
Pour les articles homonymes, voir Flotte (homonymie).

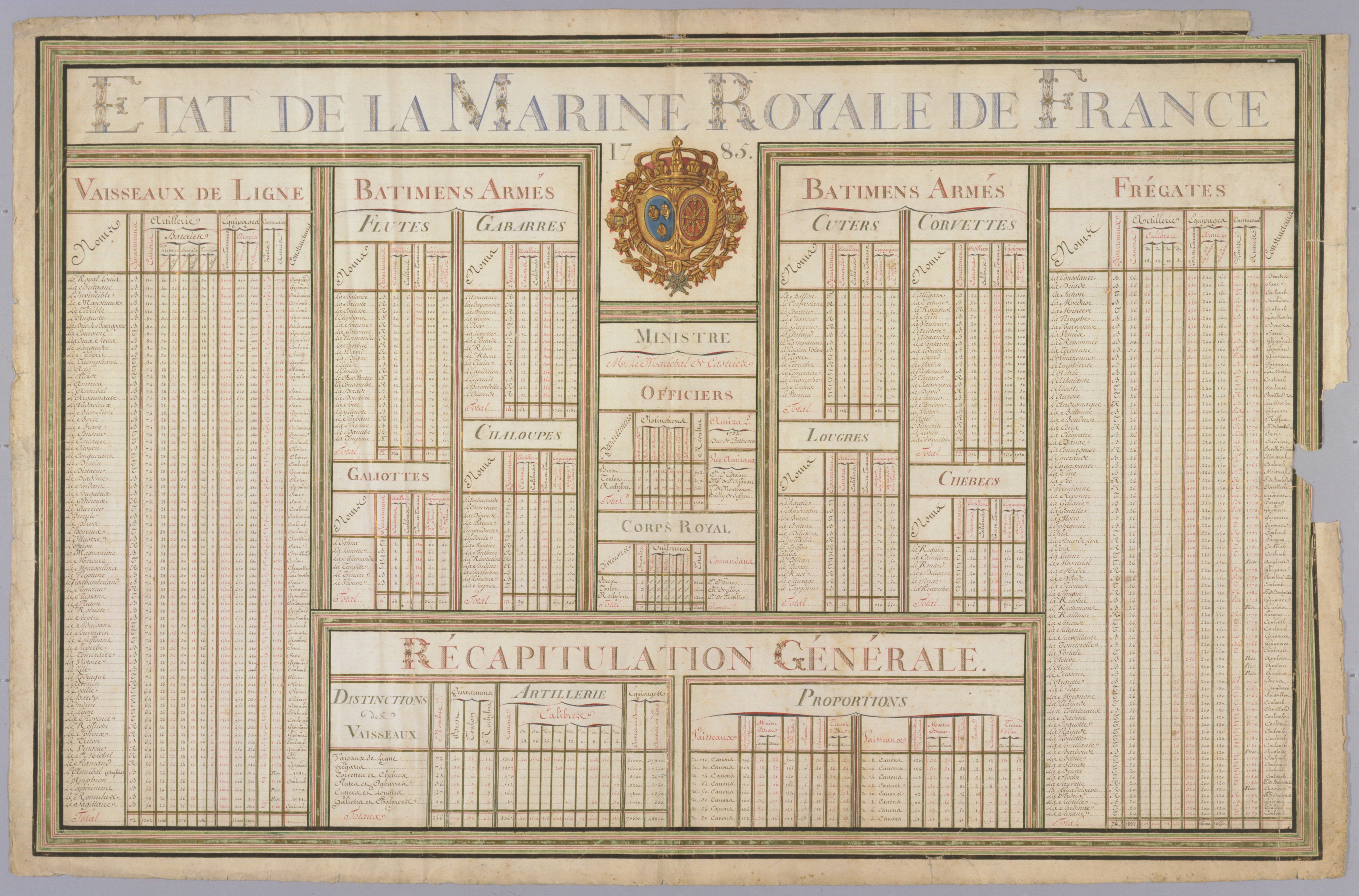
L'État de la Marine Royale de France. Ce tableau de 1785 décompte 256 navires, dont 72 vaisseaux de ligne, 74 frégates, 28 corvettes et chébecs, et des dizaines de petites unités (gabares, cotres…). C'est l'une des plus fortes marines que la France ait jamais comptées.

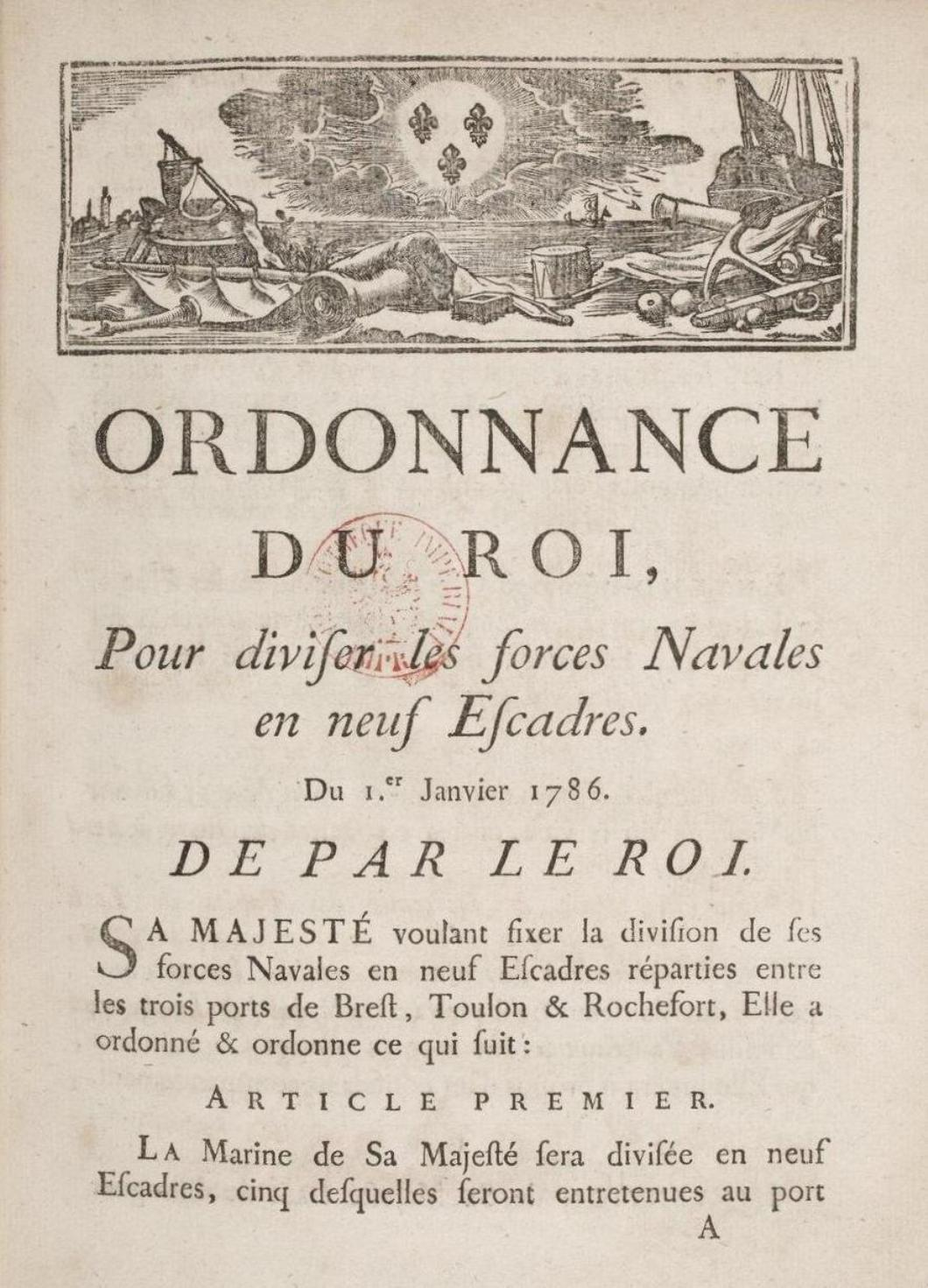
L'ordonnance du roi pour diviser les forces navales en neuf escadres. Promulguée par le ministre de la Marine de Castries le 1er janvier 1786.

Cet article donne la liste des navires de guerre composant la marine française en 1786.
L'année 1786 est une année de réformes pour la Marine royale sous l'administration du secrétaire d'État de la Marine le marquis de Castries, avec la promulgation le 1er janvier 1786 de douze ordonnances et de onze règlements. Les navires de la flotte sont désormais organisés en neuf escadres.
NB : les vaisseaux sont classés d'après le nombre de canons embarqués (par exemple un vaisseau de 74 désigne un navire portant 74 canons), mais pour les frégates et corvettes c'est d'après le calibre des plus gros canons embarqués (une frégate de 18 porte de 36 à 38 canons, principalement des pièces de 18 livres ; une frégate de 12 porte 32 canons).
La catégorie des corvettes (portant une vingtaine de canons de 6 à 8 livres) regroupe aussi des bricks (18 canons de 6 livres), des cotres (14 canons de 4 livres) et autres avisos (de 2 à 6 canons de 4 livres).

## À Brest

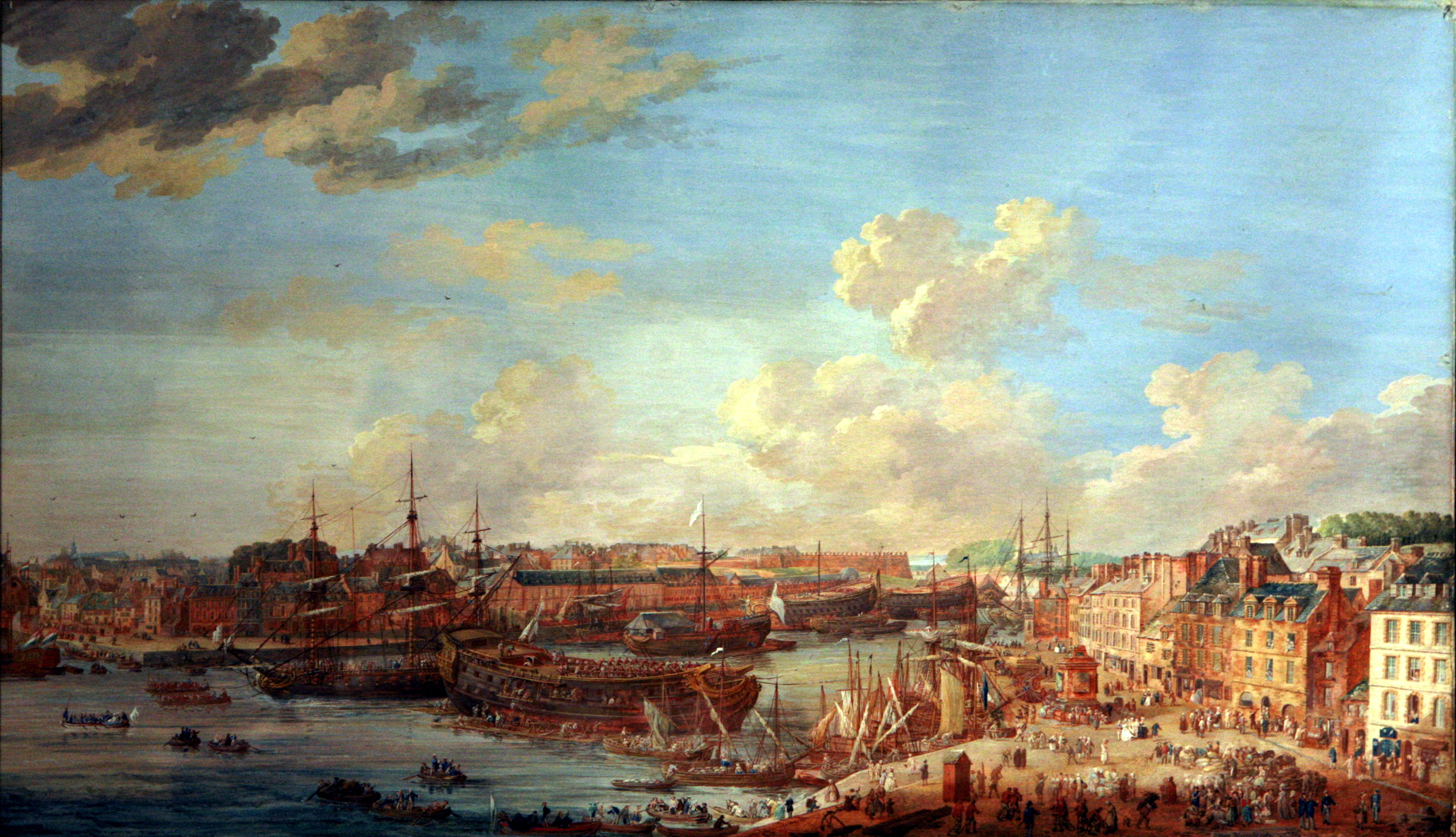
Vaisseaux en cours d'armement à l'arsenal de Brest dans les années 1770-1780. Tableau de Louis-Nicolas Van Blarenberghe (1716-1794)

### Première escadre
- Vaisseaux : Bretagne (110), Deux-Frères (80), America (74), Achille (74), Superbe (74), Patriote (74), Hercule (74).
- Frégates : Résolution (18), Nymphe (18), Iphygénie (12), Gentille (12), Fine (12), Prosélite (12), Aigrette (8).
- Corvettes : Badine (8), Subtile (4), Ballon (4), Courier (4).

### Deuxième escadre
- Vaisseaux : Terrible (110), Languedoc (80), Citoyen (74), Northumberland (74), Victoire (74), Fougueux (74), Brave (74).
- Frégates : Expériment (18), Vénus (18), Engageante (12), Résolue (12), Bellone (12), Cléopâtre (12), Richemont (12).
- Corvettes : Belette (8), Fanfaron (4), Pivers (4), Furet (4).

### Troisième escadre
- Vaisseaux : Royal Louis (110), Auguste (80), Diadème (74), Magnanime (74), Illustre (74), Borée (74), Argonaute (74).
- Frégates : Consolante (18), Proserpine (18), Atalante (12), Gloire (12), Félicité (12), Danae (12), Active (8).
- Corvettes : Blonde (8), Duc-de-Chartres (6), Pilote-des-Indes (6), Levrette (4), Tiercelet (4).

### Quatrième escadre
- Vaisseaux : Invincible (110), Saint-Esprit (80), Neptune (74), Pluton (74), Téméraire (74), Ferme (74), Zélé (74).
- Frégates : Méduse (18), Driade (18), Amphitrite (12), Amazone (12), Galathée (12), Émeraude (12), Surveillante (12).
- Corvettes : Sincère (6), Cérès (6), Malin (6), Vaneau (4).

### Cinquième escadre
- Vaisseaux : Majestueux (110), Duc-de-Bourgogne (80), Sceptre (74), Audacieux (74), Léopard (74), Réfléchi (64).
- Frégates : Didon (18), Pénélope (18), Calipso (12), Capricieuse (12), Précieuse (12), Astrée (12), Ariel (8).
- Corvettes : Vigilante (6), Pandour (6), Hirondelle (4), Papillon (4).

## À Toulon

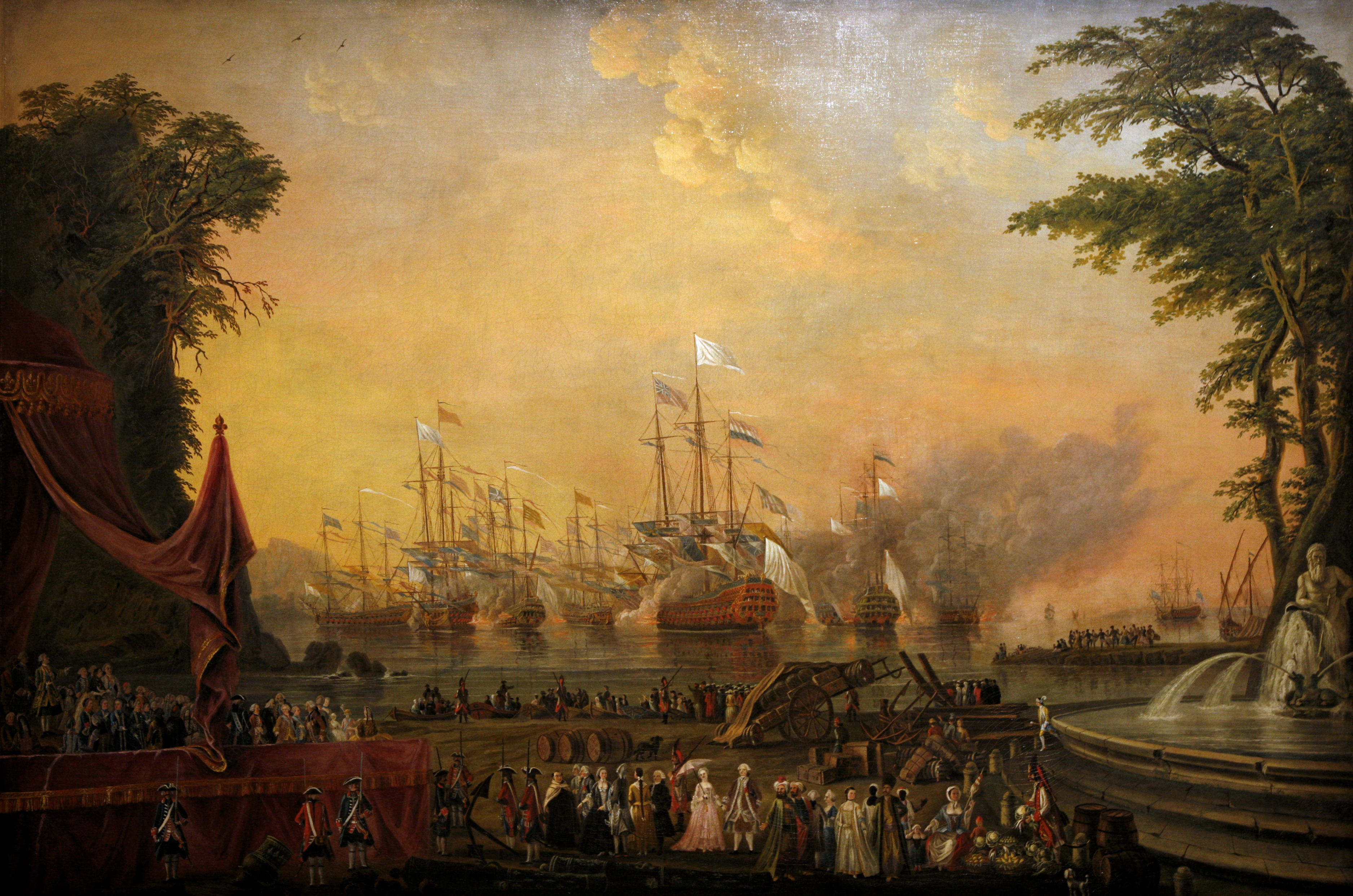
Manœuvres navales à Toulon, juillet 1777, Flotte de Saint Joseph, vers 1777, Musée national de la Marine.

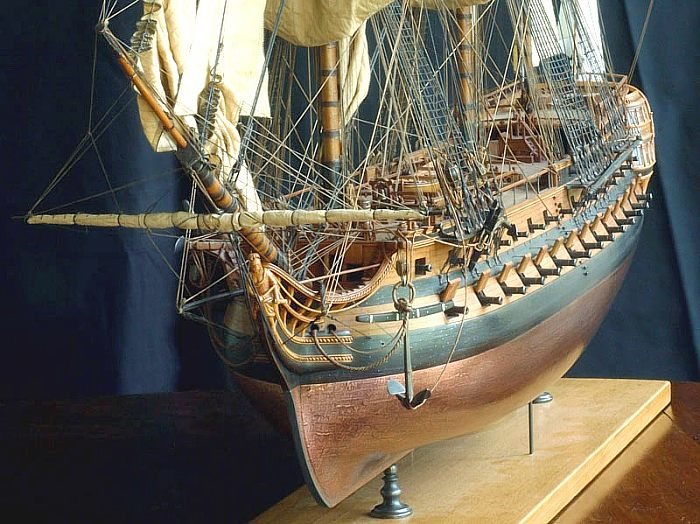
Un vaisseau de 74 canons doublé de cuivre typique des années 1780.

### Sixième escadre
- Vaisseaux : Triomphant (80), Héros (74), Suffisant (74), Dictateur (74),  Heureux (74), Censeur (74), Souverain (74).
- Frégates : Minerve (18), Impérieuse (18), Réunion (12), Sérieuse (12), Lutine (12), Friponne (12), Vestale (12), Boudeuse (12), Mignonne (8).
- Corvettes : Brune (8), Sémillante (8), Éclair (6), Gerfaut (4).

### Septième escadre
- Vaisseaux : Couronne (80), Conquérant (74), Alcide (74), Mercure (74), Centaure (74), Puissant (74), Destin (74), Guerrier (74).
- Frégates : Junon (18), Modeste (12), Iris (12), Aurore (12), Montréal (12), Sensible (12), Alceste (12), Sultane (12), Flore (8).
- Corvettes : Poulette (8), Flèche (6), Sardine (6), Levrette (4), Tarleston (4).

## À Rochefort

### Huitième escadre
- Vaisseaux : Séduisant (74), Généreux (74), Impétueux (74), Provence (64), Triton (64), Saint-Michel (60), Annibal (50).
- Frégates : Pomone (18), Andromaque (12), Courageuse (12), Médée (12), Fée (12), Gracieuse (12), Guadeloupe (8).
- Corvettes : Alouette (6), Fauvette (6), Rossignol (6), Chien-de-Chasse (6), Hypocrite (6), Silphe (4).

### Neuvième escadre
- Vaisseaux : Orion (74), Protecteur (74), Marseillois (74), Sphinx (64), Brillant (64), Amphion (50), Sagittaire (50).
- Frégates : Fleur-de-Lys (12), Railleuse (12), Hermione (12), Néréide (12), Cérès (12), Flore (12), Pleïade (8).
- Corvettes : Favorite (6), Perdrix (6), Tourtereau (6), David (6), Surprise (4).